# Womens Island
Womens Island ist eine Insel ostnordöstlich von Stewart Island und südlich der Südinsel von Neuseeland.

## Geographie
Die Insel gehört zu einer der fünf Inselgruppen gleichen Namens, die mit Titi/Muttonbird Islands bezeichnet werden. Sie befindet sich in einer Entfernung von rund 8,5 km ostnordöstlich von Stewart Island in der Nachbarschaft von North Island, die rund 430 m nordwestlich zu finden ist und Motunui/Edwards Island, die rund 1,69 km westsüdwestlich liegt.
Womens Island, rund 8 Hektar groß, erstreckt sich über eine Länge von rund 400 m in Nord-Süd-Richtung und eine maximale Breite von rund 260 m in Ost-West-Richtung. Die Höhe der Insel liegt über 20 m
Die Insel ist gänzlich bewachsen.